# وودلاندز ويلينغتون
نادي وودلاندز ويلينغتون لكرة القدم هو نادي كرة قدم سنغافوري سابق، لعب لآخر مرة في دوري سنغافورة للمحترفين، أعلى درجة كرة قدم في سنغافورة.